# Omar Gaber
Omar Mahmoud Gaber (en árabe, عمر جابر) (El Cairo, 30 de enero de 1992) es un futbolista egipcio que juega de defensa en el Zamalek S. C. de la Premier League de Egipto.

## Historia

### Zamalek
Gaber comenzó jugando al fútbol juvenil en el Zamalek, y en julio de 2010 subió al primer equipo, donde jugó 117 partidos y convirtió 10 goles.

### Basel
En mayo de 2016, el Basel llegó a un acuerdo con el Zamalek para transferir a Gaber durante el verano. Él usaría la camiseta número 4. El 10 de mayo, el Basel anunció que el egipcio firmó un contrato por 4 años. Hizo su debut en la liga por primera vez el 24 de julio de 2016 en la victoria por 3-0 en casa ante el Sion. Gaber ganó el campeonato suizo 2016-17. Para el club este fue el octavo título consecutivo y su vigésimo título del campeonato local. También ganaron la Copa por duodécima vez.

### Los Angeles
El 21 de noviembre de 2017 se anuncia que la nueva franquicia de la MLS, Los Angeles Football Club, traerían cedido a Gaber hasta diciembre de 2018. Gaber se une a Carlos Álvarez, Carlos Vela, Monday Bassey Etim y Rodrigo Pacheco. Jugaría en el conjunto norteamericano desde el 1 de enero de 2018.

## Selección nacional

### Selección sub-20
Gaber debutó en la Selección sub-20 el 17 de abril de 2011, en la victoria por 2-0 frente al sub-20 de Lesoto por la jornada 1 del Campeonato Juvenil Africano.

#### Partidos
| Campeonato Juvenil Africano; 17 de abril de 2011 | Egipto | 2:0 (0:0) | Lesoto | Estadio Dobsonville, Johannesburgo                              |                                                                 |
| 16:00                                            | - A. El Shenawy - O. Gaber 74' - M. Abdelfattah - A. Hegazy 46' - R. Rabia - A. Ashraf 64' - M. Salah 64' 70' - M. Elneny - A. Tawfik - M. Ibrahim 79' - M. Hamdi - D. El Sayed - A. Nabil 70' - H. Sayed 74' - A. Fathi 79' |           | - K. Makhooane - S. Lekhooa - B. Makepe - 62' K. Neris Tseka - J. Kamela - S. Malefane - M. Sonopo - T. Mohapi - T. Lebata - 80' L. Ramabele - 74' L. Marabe - K. Mohoanyane - 74' M. Boseka - 80' L. Mosehlenyane | Asistencia: 1.000 espectadores Árbitro(s): Adam Cordier ( Chad) | Asistencia: 1.000 espectadores Árbitro(s): Adam Cordier ( Chad) |

| Campeonato Juvenil Africano; 20 de abril de 2011 | Malí | 1:0 (0:0) | Egipto | Estadio Dobsonville, Johannesburgo |                                   |
| 16:00                                            | - C. Sy - A. Konaté 65' - M. Coulibaly - K. Traoré - B. Sylla - C. Doumbia - S. Koné 86' - A. Touré 33' - A. Mallé 5' 84' - C. Diarrá 38' - K. Coulibaly 9' - C. Diallo - I. Diallo 33' - S. Diallo 84' |           | - A. El Shenawy - 70' O. Gaber - M. Abdelfattah - 65' A. Hegazy - 22' R. Rabia - 78' A. Ashraf - 27' M. Salah - M. Elneny - 62' A. Tawfik - M. Ibrahim - M. Hamdi - D. El Sayed - 62' A. Nabil - 70' A. Hassan - 78' A. Fathi | Árbitro(s): Malick Salif ( Ghana)  | Árbitro(s): Malick Salif ( Ghana) |

| 23 de abril de 2011                  | Sudáfrica | 0:1 (0:1) | Egipto         | Dobsonville, Johannesburgo             |                                        |
|                                      |           |           | - M. Hamdy 45' | Árbitro(s): Mohamed Benouza ( Argelia) | Árbitro(s): Mohamed Benouza ( Argelia) |
| Gaber fue titular y jugó 62 minutos. |           |           |                |                                        |                                        |

| 28 de abril de 2011                  | Egipto                                          | 0:0 (2:4 p.)               | Camerún                                          | Dobsonville, Johannesburgo           |  |
|                                      |                                                 |                            |                                                  | Árbitro(s): Malonga Bouende ( Congo) |  |
|                                      |                                                 | Tiros desde el punto penal |                                                  |                                      |  |
|                                      | - A. Hegazy - M. Hamdy - M. Ibrahim - A. Ashraf |                            | - Y. Songo'o - E. Nyatchou - G. Mvom - Y. Banana |                                      |  |
| Gaber fue titular y jugó 81 minutos. |                                                 |                            |                                                  |                                      |  |

##### Amistosos
| 15 de julio de 2011                  | Costa Rica | 0:1 (0:1) | Egipto         | Estadio Nacional de Costa Rica, San José |                       |
|                                      |            |           | - M. Hamdi 13' | Árbitro(s): Hugo Cruz                    | Árbitro(s): Hugo Cruz |
| Gaber fue titular y jugó 70 minutos. |            |           |                |                                          |                       |

##### Mundial sub-20
| 30 de julio de 2011                  | Brasil       | 1:1 (1:1) | Egipto         | Estadio Metropolitano Roberto Meléndez, Barranquilla     |                                                          |
|                                      | - Danilo 12' |           | - O. Gaber 26' | Asistencia: 44.569 espectadores Árbitro(s): Cüneyt Cakir | Asistencia: 44.569 espectadores Árbitro(s): Cüneyt Cakir |
| Gaber fue titular y jugó 70 minutos. |              |           |                |                                                          |                                                          |

| 2 de agosto de 2011                      | Egipto          | 1:0 (0:0) | Panamá | Estadio Metropolitano Roberto Meléndez, Barranquilla |                          |
|                                          | - A. Hegazy 67' |           |        | Árbitro(s): Dong-Jin Kim                             | Árbitro(s): Dong-Jin Kim |
| Gaber fue titular y jugó los 90 minutos. |                 |           |        |                                                      |                          |

| 10 de agosto de 2011                     | Argentina           | 2:1 (1:0) | Egipto         | Estadio Atanasio Girardot, Medellín                              |                                                                  |
|                                          | - É. Lamela 42' 64' |           | - M. Salah 70' | Asistencia: 38.105 espectadores Árbitro(s): Markus Strömbergsson | Asistencia: 38.105 espectadores Árbitro(s): Markus Strömbergsson |
| Gaber fue titular y jugó los 90 minutos. |                     |           |                |                                                                  |                                                                  |

## Equipos
| Club              | País           | Año       |
| ----------------- | -------------- | --------- |
| Zamalek S. C.     | Egipto         | 2010-2016 |
| F. C. Basilea     | Suiza          | 2016-2018 |
| Los Angeles F. C. | Estados Unidos | 2018      |
| Pyramids F. C.    | Egipto         | 2018-     |

## Estadísticas
- Actualizado hasta el 29 de noviembre de 2017.

| Club | Div.                | Temporada           | Liga  | Liga  | Liga   | Copas nacionales(1) | Copas nacionales(1) | Copas nacionales(1) | Copas internacionales(2) | Copas internacionales(2) | Copas internacionales(2) | Total | Total | Total  | Medida goleadora(3) |
| Club | Div.                | Temporada           | Part. | Goles | Asist. | Part.               | Goles               | Asist.              | Part.                    | Goles                    | Asist.                   | Part. | Goles | Asist. | Medida goleadora(3) |
| --- | ------------------- | ------------------- | ----- | ----- | ------ | ------------------- | ------------------- | ------------------- | ------------------------ | ------------------------ | ------------------------ | ----- | ----- | ------ | ------------------- |
| Zamalek · Egipto |                     |                     |       |       |        |                     |                     |                     |                          |                          |                          |       |       |        |                     |
| 1.ª | 2009-10             | 6                   | 0     | 0     | 0      | 0                   | 0                   | 0                   | 0                        | 0                        | 6                        | 0     | 0     | 0,00   |                     |
| 1.ª | 2010-11             | 19                  | 0     | 1     | 4      | 0                   | 0                   | 2                   | 0                        | 0                        | 25                       | 0     | 1     | 0,00   |                     |
| 1.ª | 2011-12             | 10                  | 0     | 0     | 0      | 0                   | 0                   | 5                   | 0                        | 0                        | 15                       | 0     | 0     | 0,00   |                     |
| 1.ª | 2012-13             | 11                  | 2     | 1     | 3      | 0                   | 0                   | 7                   | 1                        | 3                        | 21                       | 3     | 4     | 0,14   |                     |
| 1.ª | 2013-14             | 21                  | 3     | 0     | 3      | 0                   | 0                   | 9                   | 1                        | 2                        | 33                       | 4     | 2     | 0,12   |                     |
| 1.ª | 2014-15             | 27                  | 4     | 4     | 4      | 0                   | 0                   | 0                   | 0                        | 0                        | 31                       | 4     | 4     | 0,12   |                     |
| 1.ª | 2015-16             | 23                  | 1     | 3     | 1      | 1                   | 1                   | 3                   | 0                        | 0                        | 27                       | 2     | 4     | 0,07   |                     |
| Total club | Total club          | Total club          | 117   | 10    | 9      | 15                  | 1                   | 1                   | 26                       | 2                        | 5                        | 158   | 13    | 15     | 0,08                |
| Basel · Suiza |                     |                     |       |       |        |                     |                     |                     |                          |                          |                          |       |       |        |                     |
| 1.ª | 2016-17             | 12                  | 0     | 2     | 3      | 0                   | 0                   | 1                   | 0                        | 0                        | 16                       | 0     | 2     | 0,00   |                     |
| 1.ª | 2017-18             | 1                   | 0     | 0     | 3      | 0                   | 0                   | 0                   | 0                        | 0                        | 4                        | 0     | 0     | 0,00   |                     |
| Total club | Total club          | Total club          | 13    | 0     | 2      | 6                   | 0                   | 0                   | 1                        | 0                        | 0                        | 20    | 0     | 2      | 0                   |
| Los Angeles Estados Unidos |                     |                     |       |       |        |                     |                     |                     |                          |                          |                          |       |       |        |                     |
| 1.ª | 2018                | -                   | -     | -     | -      | -                   | -                   | -                   | -                        | -                        | -                        | -     | -     | -      |                     |
| Total club | Total club          | Total club          | -     | -     | -      | -                   | -                   | -                   | -                        | -                        | -                        | -     | -     | -      | -                   |
| Total en su carrera | Total en su carrera | Total en su carrera | 130   | 10    | 11     | 21                  | 1                   | 1                   | 27                       | 2                        | 5                        | 178   | 13    | 17     | 0,07                |
| (1) Las copas nacionales se refiere a la Copa de Egipto, Supercopa de Egipto y Copa Suiza. (2) Las copas internacionales se refiere a la Champions League de África y Champions League. (3) Media de goles por encuentro. No incluye goles en partidos amistosos. |                     |                     |       |       |        |                     |                     |                     |                          |                          |                          |       |       |        |                     |

### Resumen estadístico
|                       | Partidos | Goles | Promedio | Asistencias | Promedio |
| --------------------- | -------- | ----- | -------- | ----------- | -------- |
| Liga                  | 130      | 10    | 0,07     | 11          | 0,08     |
| Copas nacionales      | 21       | 1     | 0,04     | 1           | 0,04     |
| Copas internacionales | 27       | 2     | 0,07     | 5           | 0,18     |
| TOTAL                 | 178      | 13    | 0,07     | 17          | 0,09     |

## Palmarés

### Club

#### Zamalek
- Copa de Egipto: 2012-13, 2013-14 y 2014-15.
- Primera División de Egipto: 2014-15

#### Basel
- Superliga de Suiza: 2016-17
- Copa Suiza: 2016-17